# Unimog 425
Der Unimog 425 ist die erste Baureihe der schweren Unimogs von Mercedes-Benz. Vorgestellt wurde er auf der DLG-Ausstellung im September 1974 in Frankfurt als Unimog U 120. Er wurde zwischen 1975 und 1988 im Mercedes-Benz-Werk Gaggenau von Daimler-Benz hergestellt. Es entstanden 3135 Fahrzeuge in drei Baumustern, die als Unimog U 1300 und U 1500 vermarktet wurden. Die zeitgleich eingeführte Baureihe 435 wurde in wesentlich größerer Stückzahl gebaut, hat jedoch den gleichen kantigen Fahrerhaustyp und ist auf den ersten Blick durch ihren längeren Radstand von der Baureihe 425 zu unterscheiden. Das Design des Fahrzeuges wurde bis heute beim Unimog beibehalten. Abgelöst wurde der 425 vom Unimog 427.

## Baumusterübersicht
| Baumuster | Verkaufsbezeichnung | Ausführung                           | Radstand (mm) | Motorisierung (kW) | Stückzahlen |
| --------- | ------------------- | ------------------------------------ | ------------- | ------------------ | ----------- |
| 425.121   | U 1300              | geschlossenes Fahrerhaus             | 2810          | 88/92              | 1063        |
| 425.131   | U 1500 T            | geschlossenes Fahrerhaus (Triebkopf) | 2810          | 110                | 282         |
| 425.141   | U 1500              | geschlossenes Fahrerhaus             | 2810          | 110                | 1790        |

## Technik
Der Unimog 425 ist ein zweiachsiger Lastkraftwagen mit einem gekröpften Leiterrahmen und Hinterradantrieb mit zuschaltbarem Vorderradantrieb. Wie alle anderen Unimogs hat er vier gleich große Räder und starre, an Schubrohren und einem Panhardstab geführte Portalachsen mit Öldruckstoßdämpfern und Schraubenfedern. Die Bremsanlage ist eine druckluftbetätigte hydraulische Zweikreisbremsanlage, die auf Scheibenbremsen an allen Rädern wirkt; auf Wunsch war auch eine Anhängerbremsanlage lieferbar. Für Anbaugeräte stehen Motorzapfwellen für Front-, Heck- und Mittelabtrieb zur Verfügung, die zweistufig (540 min−1 und 1000 min−1) schaltbar sind. Des Weiteren gibt es Servolenkung und eine Regelhydraulik. Angetrieben wird das Fahrzeug von dem Reihensechszylinder-Dieselmotor Mercedes-Benz OM 352 mit Abgasturboaufladung und einer Leistung von 92 oder 110 kW (125 oder 150 PS).
Neuerung im Vergleich zu den vorhergehenden Baureihen ist das pneumatische Getriebe des Typs UG 3/40-8. Es hat vier Gänge, die mit einem angeflanschten Planetengetriebe in zwei Gruppen zu schalten sind. Dabei gibt es nur einen Schalthebel, mit dem nach dem Achtgang-H-Schaltschema geschaltet wird. Beim Schalten vom 4. in den 5. Gang wird das Getriebe zurück in den 1. Gang geschaltet, während gleichzeitig von der ersten in die zweite Gruppe geschaltet wird. Das Getriebe hat keinen Rückwärtsgang, stattdessen gibt es zwischen Antriebswelle und Vorgelegewelle ein Zwischenrad; die Fahrtrichtung wird mit einem separaten Hebel geschaltet. In der Rückwärtsfahrstellung ist das Planetengetriebe nur leicht untersetzt (1 : 1,03), sodass rückwärts fast genauso schnell gefahren werden kann wie vorwärts. Deswegen kann die zweite Gruppe des Getriebes gesperrt werden.
Für landwirtschaftliche Kunden war auch ein Agrargetriebe lieferbar. Dies ist ein zusätzliches dreistufiges Planetengetriebe, das neben der normalen Getriebestufe noch die beiden Stufen Arbeitsgang und Kriechgang hat. So ergeben sich 24 statt 8 Vor- und ebenso viele Rückwärtsgänge. In Verbindung mit dem Agrargetriebe ist eine pneumatische Doppelkupplung anstelle der serienmäßigen Einscheibentrockenkupplung eingebaut.

## Technische Daten
| Kenngrößen                  | U 1500                                                        |
| --------------------------- | ------------------------------------------------------------- |
| Baujahre                    | 1975–1988                                                     |
| Masse                       | 5940 kg                                                       |
| Länge                       | 4870 mm                                                       |
| Breite                      | 2300 mm                                                       |
| Höhe                        | 2685 mm                                                       |
| Radstand                    | 2810 mm                                                       |
| Spurweite                   | 1840 mm                                                       |
| Bodenfreiheit               | 500 mm                                                        |
| Wendekreisdurchmesser       | 13 m                                                          |
| Reifen                      | 16–70/24″                                                     |
| Motorbaumuster              | OM 352.xxx A                                                  |
| Motorbauart                 | Wassergekühlter Reihensechszylinderdieselmotor mit Turbolader |
| Gemischaufbereitung         | Direkteinspritzung                                            |
| Hubraum                     | 5675 cm³                                                      |
| Bohrung × Hub               | 97 mm × 128 mm                                                |
| Verdichtungsverhältnis      | 16 : 1                                                        |
| Nennleistung (DIN 70020)    | 110 kW (150 PS) bei 2550 min−1                                |
| Max. Drehmoment (DIN 70020) | 461 N·m bei 1600 min−1                                        |
| Höchstgeschwindigkeit       | 85 km/h                                                       |

Quelle: Oldtimer-Traktor, Heft 11–12/2012